# Bestuursrecht (Nederland)
Het bestuursrecht (ook wel administratief recht genoemd) regelt de manier waarop het openbaar bestuur kan ingrijpen in de openbare rechtsorde. In tegenstelling tot de rechtspositie van burgers in het privaatrecht, waar burgers alles mogen, tenzij het bij wet verboden is, mag in het bestuursrecht een bestuursorgaan niets, tenzij het wordt toegestaan door een wettelijk voorschrift. Dit is het legaliteitsbeginsel.
Net als het privaatrecht heeft ook het bestuursrecht een formeel, oftewel procesrechtelijk deel.
Het materiële deel van het bestuursrecht bestaat uit allerlei beleidsterreinen, bijvoorbeeld:
- Ambtenarenrecht: dit recht heeft betrekking op de rechtspositie van de ambtenaar
- Belastingrecht of fiscaal recht
- Verkeershandhaving
- Omgevingsrecht
  - Milieurecht, zoals milieuvergunningen. Zie milieuwetgeving in Nederland.
  - Ruimtelijke ordeningsrecht: besluiten in het kader van bestemmingsplannen
  - Bouwrecht: dit regelt de verlening van bouwvergunningen, aanlegvergunningen en handhavingsbeleid
  - Mijnbouwrecht: reguleert de ontginning van delfstoffen en compensatie voor schade veroorzaakt in dat proces
  - Waterrecht: waterbeheer en waterschapszaken
- Vreemdelingenrecht en asielbeleid
- Socialezekerheidsrecht: dit heeft betrekking op het recht van de burger op een bepaalde uitkering, zoals een werkloosheidsuitkering of een uitkering volgens de Wet werk en bijstand
- Overige bestuursrechtelijke zaken waaronder subsidies, naturalisaties, onderwijsrecht

Nog een kenmerkend verschil met het privaatrecht is dat een privaatrechtelijke overeenkomst alleen rechtsgevolgen heeft voor de partijen bij die overeenkomst. Een besluit van een bestuursorgaan heeft altijd consequenties, hoe klein ook, voor iedere burger. Als de inspecteur van belastingen belastinggeld teruggeeft, betekent dat voor iedereen minder geld in de staatskas. Afgifte van een parkeervergunning aan iemand, betekent dat het aantal beschikbare parkeerplaatsen met 1 afneemt, en de kans voor iemand anders op een parkeervergunning wordt eveneens kleiner.

## Geschiedenis
Het bestuursrecht is in vergelijking met andere rechtsgebieden relatief nieuw. De opkomst van het bestuursrecht is een gevolg van de grote uitbreiding en intensivering die de overheidsbemoeienis met de maatschappij sinds het einde van de 19e eeuw heeft ondergaan. Het doel ervan is tweeledig: enerzijds biedt dit recht aan overheidsorganen legitimiteit, anderzijds vervult het de functie de in principe aan de overheid onderworpen burgers een bepaalde mate van bescherming tegen overheidshandelen, met name de handelingen welke een besluit in de zin van de Algemene wet bestuursrecht zijn, te bieden.
Ook door het groeien van de overheid (verzorgingsstaat) en de daarmee gepaard gaande decentralisatie, een proces dat gaande is sinds de 19e eeuw, is de noodzaak voor een bestuursrecht ontstaan. Dit recht is van toepassing op alle bestuursorganen binnen de zogenoemde gedecentraliseerde eenheidsstaat.

## In Nederland
De algemene regels van het bestuursrecht zijn terug te vinden in de Algemene wet bestuursrecht, afgekort Awb. Deze wet bestaat pas sinds 1994, daarvóór bestonden er in Nederland géén algemene regels, alles was verschillend per beleidsterrein.
Naast de algemene wet zijn er specifieke wetten en zogeheten kaderwetten. Een kaderwet is een wet die voor een bepaald beleidsterrein "algemene" regels stelt. De Algemene Wet inzake Rijksbelastingen is een voorbeeld van een kaderwet, de Wet op de Loonbelasting 1964 is een specifieke wet.
Centraal begrip in het Nederlandse bestuursrecht is het besluit. Een besluit is 1) een schriftelijke 2) beslissing 3) van een bestuursorgaan dat een publiekrechtelijk rechtsgevolg heeft (zie art. 1:3 Awb). Indien aan deze eisen is voldaan, is sprake van een besluit in de zin van de Awb. Het besluit tot aankoop door de gemeente van een doos potloden is geen besluit aangezien de gemeente hier een privaatrechtelijke rechtshandeling verricht (het kopen van een doos potloden is niet exclusief voorbehouden aan een bestuursorgaan). Het verlenen van een bouwvergunning door het college van burgemeester en wethouders levert wel een besluit op omdat dit een publiekrechtelijke rechtshandeling betreft.
Besluiten zijn te verdelen in:
- besluiten van algemene strekking, en
- beschikkingen.

Beschikkingen hebben maar één direct belanghebbende, of een kleine, concrete groep direct belanghebbenden. Bijvoorbeeld: de afgifte van een parkeervergunning, deze richt zich specifiek op één auto. Anders dan boven vermeld, is er bij een groot aantal besluiten geen sprake van vermindering van kansen voor anderen als er iets is toegekend; bijvoorbeeld bij DWI-uitkeringen. Daar staat immers geen quotum op.
Andere besluiten zijn besluiten van algemene strekking (b.a.s.).
Of er sprake is van een beschikking of een b.a.s., is niet altijd duidelijk. Hiertoe kan gebruikgemaakt worden van drie criteria:
1. persoonscriterium
2. zaakcriterium
3. samenhangcriterium

## Bestuursorgaan
Bestuursorganen zijn de actoren in het bestuursrecht. Zij zijn degenen die over het algemeen bevoegdheden krijgen toebedeeld, en zij zijn degenen die besluiten nemen. Bestuursorganen zijn onder meer minister, Gedeputeerde Staten, college van burgemeester en wethouders en UWV.

## Belanghebbende
Onder belanghebbende wordt verstaan (art. 1:2 lid 1 Awb): degene wiens belang rechtstreeks bij een besluit is betrokken. De belanghebbende is onder andere degene die rechtsbescherming kan krijgen tegen een besluit.

## Besluit
Een besluit is een schriftelijke beslissing van een bestuursorgaan dat een publiekrechtelijke rechtshandeling inhoudt (art. 1:3 lid 1 Awb).

## Subsidies
De subsidie houdt in dat men recht heeft op financiële middelen van een bestuursorgaan met het oog op financiering van bepaalde activiteiten (art. 4:21 lid 1 Awb). De subsidie heeft altijd een wettelijke basis (art. 4:23 lid 1 Awb).
Per subsidietijdvak wordt er een ‘subsidieplafond’ (maximaal te ontvangen subsidie) vastgesteld (art. 4:22 Awb). Het subsidieplafond wordt vóór het begin van elk subsidietijdvak vastgesteld (art. 4:27 lid 1 Awb).
Bij subsidies zijn er twee soorten beschikkingen mogelijk:
1. Beschikking omtrent subsidieverlening (art. 4:29 en volgende Awb). Deze kan worden ingetrokken (art. 4:48 Awb).
2. Beschikking omtrent subsidievaststelling (art. 4:42 en volgende Awb): het bedrag van de subsidie wordt vastgesteld en geeft aanspraak op betaling (art. 4:42 Awb), binnen vier weken na de vaststelling van de subsidie (art. 4:52 lid 2 Awb), waarbij betaling in gedeelten mogelijk is.

Intrekking van zo'n beschikking is eveneens mogelijk (art. 4:49 Awb). Door het subsidie verstrekkende bestuursorgaan kunnen verplichtingen worden opgelegd aan het ontvangende bestuursorgaan (art. 4:37 e.v. Awb).
Bij een subsidie aan een rechtspersoon (bijvoorbeeld stichting) worden toezichthouders aangewezen door het bestuursorgaan (art. 4:59 Awb).
De aanvraag moet uiterlijk drie maanden vóór de aanvang van het boekjaar geschieden (art. 4:60 Awb). Hierbij moet een activiteitenplan worden vastgesteld (art. 4:61 lid 1 sub a en 4:62 Awb).
Vervolgens wordt de subsidie verleend (art. 4:66 en volgende Awb): de subsidie wordt slechts verleend aan een rechtspersoon met volledige rechtsbevoegdheid (art. 4:66 Awb). Ze kan voor 1 boekjaar of meerdere boekjaren worden verleend (art. 4:67 lid 1 Awb).
Het boekjaar staat gelijk aan het kalenderjaar (art. 4:68 Awb). De subsidieontvanger is verplicht de administratie bij te houden (art. 4:69 Awb) en moet verschillen tussen werkelijke en begrote uitgaven meteen melden aan het subsidieverstrekkende bestuursorgaan (art. 4:70 Awb).
De subsidie wordt per boekjaar vastgesteld (art. 4:73 Awb) en binnen zes maanden na afloop van het boekjaar moet een aanvraag worden gedaan tot subsidievaststelling (art. 4:74 Awb). De aanvraag moet een financieel verslag (balans + exploitatierekening) en een activiteitenverslag bevatten. De subsidieontvanger moet het financiële verslag door een accountant laten onderzoeken.

## Algemene beginselen van behoorlijk bestuur
- Zorgvuldige voorbereiding (art. 3:2 Awb): het bestuursorgaan moet bij de voorbereiding van het besluit de nodige kennis omtrent de relevante feiten en de af te wegen belangen vergaren (zie hiervoor bij de voorbereiding tot het nemen van een besluit). Dit valt onder het zorgvuldigheidsbeginsel.
- Zorgvuldige besluitvorming: de plicht tot belangenafweging (art. 3:4 lid 1 Awb) + arrest Doetinchemse woonruimteverordening (HR 25-2-1949, NJ 1949, 558). Hierbij gaat het om het toekennen van gewicht aan de verschillende belangen. Hieruit vloeien weer twee beginselen voort:
  1. Het verantwoordelijkheidsbeginsel: rekening houden met de eisen die het orgaan aan wie verantwoording moet worden afgelegd, aan de belangenafweging stelt.
  2. Legaliteitsbeginsel: het bestuursorgaan moet zich aan het recht houden bij de uitoefening van zijn bevoegdheid (geschreven + ongeschreven recht).
- Het verbod op misbruik van bevoegdheid (détournement de pouvoir) (art. 3:3 Awb): wanneer het bestuursorgaan de bevoegdheid voor een ander doel gebruikt dan waarvoor ze is verleend. De bevoegdheid van het bestuursorgaan staat meestal in een wet, zoals de Gemeentewet of Provinciewet.

Algemeen verbindende voorschriften (avv's) mogen niet worden getoetst aan een algemeen beginsel van behoorlijk bestuur.
Verder heeft een bestuursorgaan nog een doorzendplicht als het iets ontvangt, wat niet voor hem bestemd is (art. 2:3 Awb). Dit is geen algemeen beginsel van behoorlijk bestuur.
Bestuursorganen gebruiken in hun contact met de burgers de Nederlandse taal (art. 2:6 Awb) en de Friese taal mag gebruikt worden als het bestuursorgaan in de provincie Friesland is gevestigd (art. 2:7 Awb).
Elektronisch verkeer (bijvoorbeeld per e-mail) tussen het bestuursorgaan en de burger is ook mogelijk, als de burger die mogelijkheid heeft geopend (art. 2:14 lid 1 Awb).
Voorts zijn er nog tal van algemene beginselen van behoorlijk bestuur, zoals het vertrouwensbeginsel of het motiveringsbeginsel; sommige zijn wel in de Awb gecodificeerd, andere zijn ongeschreven recht.

## Het toegepaste rechtsgebied door het bestuur
Bij de relatie overheid – burger kunnen twee rechtsgebieden worden toegepast: privaatrecht en publiekrecht. Dit zijn de twee wegen die de overheid kan bewandelen. (Ook wel tweewegenleer genoemd)
Vóór het zogenaamde “Windmill-arrest” uit 1990, was de overheid vrij in de keuze tussen privaatrecht en publiekrecht, ook als er een specifieke publiekrechtelijke regeling was. De enige beperking hierbij was, dat de privaatrechtelijke bevoegdheden de publiekrechtelijke regeling niet op onaanvaardbare wijze mocht doorkruisen. En er gold een ongeschreven regel van minimale belangenaantasting: de overheid mocht nooit het privaatrecht toepassen, als dit voor de burger minder bescherming zou bieden dan het publiekrecht.
De regels hierbij zijn gevormd door de jurisprudentie van de Hoge Raad. Hieronder volgen een paar rechtsregels:
Wanneer iets (bijvoorbeeld verhaal van kosten) langs publiekrechtelijke weg is uitgesloten, is dat ook niet mogelijk langs privaatrechtelijke weg (arrest “Rize K.”, HR 11-12-1992, AB 1993, 301).
Aan het zwijgen van de Wet op de Ruimtelijke Ordening (WRO) over het wel of niet toestaan om contractueel (privaatrechtelijk) verdergaande eisen in te stellen, leidde de Hoge Raad af dat deze wet hieraan niet in de weg staat (“Lelystad-arrest”, HR 8-7-1991, NJ 1991, 691).
Deze arresten zijn dus na het Windmill-arrest (HR 26-1-1990, NJ 1991, 393) gewezen.
De beperkingen bij het toepassen van het privaatrecht door de overheid zijn:
- Er kan strijd zijn met de redelijkheid en billijkheid (art. 6:248 BW), ook op grond van bestuursrechtelijke regels.
- Wanneer een beding deel uitmaakt van algemene voorwaarden zijn de regels voor de algemene voorwaarden uit het Burgerlijk Wetboek (afd. 6.5.3) ook van toepassing.
- Verder zijn ook de regels van onrechtmatige daad (art. 6:162 BW) en wanprestatie/contractbreuk (art. 6:74 BW) van toepassing.
- De overheid is bij het privaatrecht ook gebonden aan de algemene beginselen van behoorlijk bestuur (a.b.b.b.'s). (zie hiervoor).

## Bestuursbevoegdheden
Het bestuursorgaan verkrijgt zijn bevoegdheid door middel van “attributie”. En via mandaat of delegatie kan het bestuursorgaan beschikken over zijn bevoegdheid en aan een ander overdragen.
Het verschil tussen delegatie en mandaat is, dat bij delegatie degene die de bevoegdheid ontvangt, deze onder zijn eigen verantwoordelijkheid gaat uitoefenen (art. 10:13 Awb). En bij mandaat blijft het overdragende bestuursorgaan echter nog steeds verantwoordelijk (art. 10:1 Awb).

### Delegatie
Uit de wet moet blijken, dat het bestuursorgaan bevoegd is tot delegatie (art. 10:15 Awb). Dit geldt ook voor subdelegatie (onderdelegatie): degene aan wie gedelegeerd is, delegeert weer aan een ander.
- Delegatie aan ondergeschikten is niet toegestaan (art. 10:14 Awb).
- Wanneer een bestuursorgaan zijn bevoegdheid heeft gedelegeerd, dan kan het deze bevoegdheid niet meer uitoefenen (art. 10:17 Awb).

Aan de delegatie kunnen voorwaarden worden verbonden, door middel van een geclausuleerde delegatie.
Het bestuursorgaan kan het delegatiebesluit altijd weer intrekken (art. 10:18 Awb).

### Mandaat
Er zijn drie soorten mandaat:
1. Beslissingsmandaat: de beslissing wordt geheel overgelaten aan de gemandateerde.
2. Uitvoeringsmandaat: de mandaatgever neemt zelf de principebeslissing, maar laat de nadere formulering en de motieven daartoe aan de gemandateerde over.
3. Ondertekeningsmandaat: de verleende machtiging houdt niet meer in dan ondertekening namens de mandaatgever.

Bij een mandaat worden er in naam van een bestuursorgaan (mandaatgever) besluiten genomen (art. 10:1 Awb). Voor mandaatverlening is geen wettelijke grondslag vereist, zoals bij delegatie.
De mandaatgever blijft bevoegd de gemandateerde bevoegdheid uit te oefenen, in tegenstelling tot bij delegatie (art. 10:7 Awb).
Bij mandaat van verschillende personen mag van hen worden verlangd dat ze een gelijk beleid voeren bij de uitoefening van hun bevoegdheid.
Alleen voor de verlening van een algemeen mandaat geldt de eis, dat dit schriftelijk moet zijn (art. 10:5 lid 2 Awb) en dit geldt ook voor de intrekking ervan (art. 10:8 lid 2 Awb).
Met toestemming van de mandaatgever mag de gemandateerde zijn mandaat ook weer aan een ander overdragen door middel van ondermandaat (art. 10:9 lid 1 Awb).
Hoe het bestuursorgaan de betreffende bevoegdheid mag gebruiken, blijkt uit de regelgeving die op de bestuursbevoegdheid van toepassing is. De speelruimte (discretionariteit), die het bestuursorgaan bij zijn bevoegdheid uitoefenen heeft, onderscheidt men in beoordelingsruimte en beleidsvrijheid (“naar het oordeel van”, “achten” en “vinden”).
Bij beoordelingsruimte toetst de rechter integraal (volledig) of het betreffende bestuursorgaan zijn bevoegdheid juist heeft gebruikt.
Bij beleidsvrijheid toetst de rechter marginaal (terughoudend) of het betreffende bestuursorgaan in redelijkheid tot het betreffende besluit heeft kunnen komen.
Verder is er nog speelruimte bij de handeling van het bestuursorgaan: beleidsruimte en beleidsvrijheid.

### Attributie
Een persoon of college kan op grond van een wettelijk voorschrift beschikken over een bevoegdheid tot het nemen van besluiten. In dit geval kan het bestuursorgaan waaronder die persoon of dat college werkzaam is, per geval of in het algemeen instructies geven over de uitoefening van deze bevoegdheid (art. 10:22 Awb).

## Openbaarheid van bestuur
Op grond van art. 110 Grondwet moet openbaarheid van overheidsinformatie door Nederland wettelijk geregeld zijn. Dit is gebeurd in de Wet openbaarheid van bestuur (Wob) uit 1992. Andere EU-lidstaten kennen met de Wob vergelijkbare regelgeving. Sedert de inwerkingtreding is de Wob op enkele punten gewijzigd, onder meer ten aanzien van de beslistermijn die voor het overheidsorgaan geldt.
Bij een informatieverzoek op grond van deze wet kan slechts gevraagd worden om informatie neergelegd in documenten, die bovendien betrekking dienen te hebben op een bestuurlijke aangelegenheid (een aangelegenheid ten aanzien waarvan het bestuursorgaan beleid voert of althans zou kunnen voeren).
In de toekomst zal naar verluidt de Wob een plaats krijgen in hoofdstuk 2 van de Algemene wet bestuursrecht (Awb) inzake het “verkeer tussen burgers en bestuursorganen”. Ook zou de Wob volgens een wetenschappelijk advies dan enerzijds uitgebreid worden en anderzijds meer absolute uitzonderingsgronden gaan behelzen. In 2006 heeft prof. B.M.J. van der Meulen aan de toenmalige minister voor Bestuurlijke Vernieuwing een voorontwerp voor een Algemene wet overheidsinformatie uitgebracht. Inmiddels lijkt dit ontwerp naar de achtergrond te zijn geraakt. Voorts is vanuit Tweede Kamerlid Mariko Peters een initiatiefwetsvoorstel in de maak, in verband met het recht op openbaarheid van overheidsinformatie. Vanuit overheidsinstanties zelf wordt de laatste tijd ook vaker gerept over misbruik van de Wob, bijvoorbeeld omdat het eigenlijke doel van een Wob-verzoek gelegen zou kunnen zijn in het frustreren van de normale gang van zaken bij de overheid of zelfs het kunnen incasseren van de schadevergoeding in geval een besluit op een verzoek niet op tijd genomen zou zijn. Erg overtuigend ogen deze verdachtmakingen niet: immers ten principale kan iedere wettelijke regeling worden misbruikt. Dit zal steeds zeer zorgvuldig tegen het belang van openbaarheid van overheidsinformatie dienen te worden afgewogen.
Er wordt binnen de wet onderscheid gemaakt tussen actieve openbaarheid (informatie uit eigen beweging): zie artikel 8 en passieve openbaarheid zie artikel 3.
De Wob kent een “informatiestelsel” en geen documentenstelsel zoals de Archiefwet: op grond van de Wob is er slechts een recht op informatie uit documenten. Niettemin kan het zo zijn dat een bestuursorgaan afschriften van originele documenten verstrekt, met name om redenen van doelmatigheid.
De passieve openbaarheid houdt in, dat de burger op verzoek informatie kan krijgen. In art. 1a Wob staat aangegeven welke bestuursorganen onder de wet vallen. De burger kan zich echter ook richten tot een onder verantwoordelijkheid van een bestuursorgaan werkzame instelling, dienst of bedrijf (art. 3 lid 1 Wob). (Merk op dat de redactie onder definities (artikel 1) tevens spreekt over overheidsorgaan.)
De bestuurlijke aangelegenheid moet worden vermeld bij het verzoek tot informatie (art. 3 lid 2 Wob). Aangezien de wet slechts op bestuurlijke aangelegenheden ziet, valt het privaatrechtelijk overheidshandelen er in ieder geval buiten. Medewerkers van bestuursorganen moeten de verzoeker behulpzaam zijn; traineren van een verzoek is dus niet toegestaan.
De burgers hebben allemaal een gelijk recht op informatie en men hoeft dus geen belanghebbende te zijn bij de aangelegenheid waarover informatie wordt gevraagd. Als een document voor de één openbaar is, is het voor een ieder openbaar.
Met name rijksdepartementen plaatsen beslissingen op Wob-verzoeken, vaak ook de verzoeken zelf en de verstrekte documenten daarom nogal eens op hun website.
Na ontvangst van het verzoek tot informatie, geldt een beslistermijn van vier weken op het verzoek en deze termijn kan nog met vier weken worden verdaagd (verlengd), dus in totaal acht weken (art. 6 Wob). Als het bestuursorgaan heeft besloten de informatie te verstrekken, kan het orgaan de feitelijke verstrekking nog twee weken uitstellen, om belanghebbenden de gelegenheid te bieden bezwaar te maken en eventueel een voorlopige voorziening aan te vragen. De oude beslistermijn van twee weken is nog in stand gebleven voor Wob-verzoeken over milieu-informatie (art. 6 lid 6 sub a Wob) en deze beslissing op een Wob-verzoek kan slechts worden verdaagd als de omvang of gecompliceerdheid van de milieu-informatie dit rechtvaardigt (art. 6 lid 6 sub b Wob).
Hierna is er sprake van fictieve weigering (art. 6:2 sub b Awb)door het bestuursorgaan en kan de verzoeker hiertegen beroep instellen bij de bevoegde rechtbank (sector bestuursrecht).
Een schriftelijke beslissing van een bestuursorgaan op een verzoek om informatie is een besluit in de zin van artikel 1:3 lid 1 Awb.
Alle documenten vallen onder een verzoek op grond van de Wob (art. 1 lid 1 sub a). Adviezen van de Raad van State en andere adviescommissies van vóór 1 mei 1980 worden echter niet openbaar gemaakt. (art. 13 Wob).
Het verzoek tot informatie kan worden geweigerd op een aantal gronden, waarbij men onderscheid maakt tussen “absolute weigeringsgronden” en “relatieve weigeringsgronden”.
De absolute weigeringsgronden (art. 10 lid 1 Wob) zijn onder andere: - gevaar voor de Kroon (regering + Koninklijk Huis) bij openbaarmaking van de gegevens.
- schade voor de staatsveiligheid bij openbaarmaking van de gegevens.
- vertrouwelijk medegedeelde bedrijfs- en fabricagegegevens.

De relatieve weigeringsgronden (art. 10 lid 2 Wob) houden in, dat het gaat om een weigering na een belangenafweging tussen enerzijds het algemene publieke belang van de openbaarheid en anderzijds het in de uitzonderingsgrond geformuleerde bijzondere belang.
Wanneer onder andere de “opsporing en vervolging van strafbare feiten” (art. 10 lid 2 sub c Wob) en “de eerbiediging van de persoonlijke levenssfeer” (art. 10 lid 2 sub e Wob) zwaarder weegt dan het belang van de burger bij de informatie, wordt deze informatie uit de documenten niet vrijgegeven.
Persoonlijke beleidsopvattingen worden ook niet openbaar gemaakt (art. 11 lid 1 Wob).

## Handhaving
In hoofdstuk 5, titel 1 (titel 5.1) van de Algemene wet bestuursrecht is de (algemene) handhavingsbevoegdheid door bestuursorganen vastgelegd.
In de Algemene wet bestuursrecht zijn alleen bestuursrechtelijke (administratieve sancties) opgenomen. Deze hebben een wettelijke grondslag nodig: legaliteitsbeginsel (zie ook art. 5:4 Awb).
Sancties zijn over het algemeen facultatief en niet verplicht: het bestuursorgaan zal over het algemeen zelf uitmaken of het een sanctie zal treffen of niet.
Binnen de bestuurlijke sancties worden onderscheiden de reparatoire (herstel-) en de strafrechtelijke (punitieve) sancties (art. 5:2 Awb). De bevoegdheid tot het opleggen van een bestuurlijke sanctie moet bij of krachtens de wet zijn verleend (art. 5:4 lid 1 Awb) en de bestuurlijke sanctie wordt pas opgelegd als het een overtreding betreft van een wettelijk voorschrift (art. 5:4 lid 2 Awb).
Als er sprake is van een rechtvaardigingsgrond wordt er door het bestuursorgaan geen bestuurlijke sanctie opgelegd. Ook kan er niet meer dan één herstelsanctie per overtreding worden opgelegd (art. 5:6 Awb). Zodra het gevaar voor de overtreding dreigt, kan de herstelsanctie worden opgelegd (art. 5:7 Awb).
Bij overtreding van twee of meer voorschriften kan het bestuursorgaan voor elk overtreden voorschrift een bestuurlijke sanctie opleggen (art. 5:8 Awb).
De herstelsancties zijn nu al opgenomen in hoofdstuk 5 van de Algemene wet bestuursrecht. Hierbij wordt de overtreding hersteld tot de situatie van vóór de overtreding. Herstelsancties zijn: bestuursdwang en de dwangsom.
Strafrechtelijke sancties hebben tot doel een persoon te straffen. Hierop is art. 6 Europees Verdrag voor de Rechten van de Mens (EVRM) van toepassing. Een voorbeeld hiervan is de bestuurlijke boete die in de toekomst in hoofdstuk 5 van de Algemene wet bestuursrecht zal worden opgenomen. Hierbij geldt een toerekenbaarheidsvereiste (eisen van schuld en verwijtbaarheid). Twee of meer strafrechtelijke sancties ter zake van hetzelfde feit zijn in strijd met het ne bis in idem-beginsel (art. 68 Wetboek van Strafrecht).
Bestuurlijke en strafrechtelijke sancties kunnen wel samengaan, tenzij uitzonderingen op grond van de wet gelden hierover (bijvoorbeeld art. 27d Wet boeten en maatregelen sociale zekerheid).

### Toezicht op de naleving (titel 5.2 Awb)
Met het toezicht op de naleving van bestuursrechtelijke regels zijn toezichthouders belast (art. 5:11 Awb) en deze moeten zich altijd kunnen legitimeren (art. 5:12 Awb). De toezichthouder mag ook van andere personen verlangen dat ze zich legitimeren (art. 5:16a Awb).
De toezichthouder mag slechts van zijn bevoegdheden gebruiken voor zover dat redelijkerwijs voor de vervulling van zijn taak noodzakelijk is (art. 5:13 Awb).
Een toezichthouder mag eventueel onder begeleiding van de 'sterke arm' (politie) en met medeneming van de benodigde apparatuur elke plaats betreden met uitzondering van een woning zonder toestemming van de bewoner (art. 5:15 Awb). Ook mag de toezichthouder inlichtingen vorderen (art. 5:16 Awb).
Een toezichthouder mag inzage vragen in zakelijke stukken en hiervan kopieën maken en als het kopiëren daar ter plaatse niet mogelijk is, mag hij ze korte tijd voor dat doel meenemen onder afgifte van een schriftelijk bewijs (art. 5:17 Awb). Een toezichthouder kan ook monsters nemen en verpakkingen openen om zaken te onderzoeken (art. 5:18 Awb). Ook kan het voorkomen dat de toezichthouder vervoermiddelen moet onderzoeken (art. 5:19 Awb).
Iedereen is verplicht binnen de door hem gestelde redelijke termijn medewerking te verlenen aan de toezichthouder, tenzij een beroepsgeheim dit verhindert (art. 5:20 Awb).

### Herstelsancties (titel 5.3 Awb)
In titel 5.3 van de Awb zijn in het kader van de vierde tranche de herstelsancties opgenomen. Hieronder vallen de (last onder) bestuursdwang en de (last onder) dwangsom.

#### Bestuursdwang
De last onder bestuursdwang is een herstelsanctie en kan een last tot geheel of gedeeltelijk herstel van de overtreding inhouden (art. 5: 21 aanhef en sub a Awb) Ook kan het betekenen dat het bestuursorgaan feitelijk handelt om op te treden tegen hetgeen in strijd met het bij of krachtens enig wettelijk voorschrift gestelde verplichtingen is of wordt gedaan, gehouden of nagelaten (art. 5:21 aanhef en sub b Awb).
Aan het toepassen van de 'last onder bestuursdwang' gaat een beschikking vooraf, die te nemen herstelmaatregelen vermeldt en de termijn waarbinnen deze moeten worden uitgevoerd (art. 5:24 Awb).
De kosten van bestuursdwang zijn voor de overtreder, tenzij dit redelijkerwijs niet of niet volledig mogelijk is (art. 5:25 lid 1 Awb).
Bij het toepassen van bestuursdwang hebben de daartoe bevoegde personen toegang tot elke plaats en kunnen ze woningen binnentreden (art. 5:27 Awb). Ook is het tot bestuursdwang bevoegde bestuursorgaan gerechtigd om gebouwen en terreinen te verzegelen (art. 5:28 Awb). Het bestuursorgaan kan daarbij zaken meevoeren en opslaan voor zover deze relevant zijn voor de toepassing van de bestuursdwang (art. 5:29 lid 1 Awb). Het bestuursorgaan kan deze meegevoerde of opgeslagen zaak verkopen als deze niet binnen dertien weken (circa drie maanden) nadat deze is meegevoerd, kan worden teruggeven (art. 5:30 lid 1 Awb).
Bij een spoedeisend belang kan de bestuursdwang ook zonder last worden uitgegeven (art. 5:31 lid 1 Awb).
De aanvrager van de last onder bestuursdwang, kan na afloop van de termijn van de 'last' van art. 5:24 lid 2 Awb om bestuursdwang verzoeken (art. 5:31a Awb).
Wanneer de last onder bestuursdwang wordt ingetrokken, vervalt de beschikking omtrent de toepassing van bestuursdwang (art. 5:31b Awb).
Tegen de last onder dwangsom staat bezwaar, beroep en hoger beroep open volgens de regels van art. 5:31c Awb.
Bij een gemeente is het college van B&W (burgemeester en wethouders) (gemeentebestuur) bevoegd tot bestuursdwang (art. 125 lid 1 Gemeentewet) en de burgemeester van de betreffende gemeente wanneer het een van zijn bevoegdheden aangaat (art. 125 lid 3 Gemeentewet).
Bij een provincie is het college van GS (Gedeputeerde Staten) (provinciebestuur) bevoegd (art. 122 lid 1 Provinciewet) en de commissaris van de Koning (CvdK) is bevoegd wanneer het een van zijn bevoegdheden aangaat (art. 122 lid 4 Provinciewet).

#### Dwangsom als herstelsanctie ('Last onder dwangsom')
In plaats van bestuursdwang kan het bestuursorgaan aan de overtreder een dwangsom opleggen (art. 5:31d - 5:39 Awb). Men kan niet zowel een dwangsom opleggen als bestuursdwang toepassen: Als het bestuursorgaan bevoegd is een last onder bestuursdwang op te leggen, mag het in plaats daarvan een last onder dwangsom opleggen (art. 5:32 lid 1 Awb). Soms wordt in het belang van het toepasselijke voorschrift niet gekozen voor een dwangsom (art. 5:32 lid 2 Awb).
De 'last onder dwangsom' omschrijft de te nemen herstelmaatregelen (art. 5:32a lid 1 Awb). Het bedrag van de dwangsom wordt door het bestuursorgaan vastgesteld in een 'bedrag ineens' of in een 'bedrag per tijdseenheid' (in termijnen) (art. 5:32 b lid 1 Awb).
De dwangsom moet binnen zes weken worden betaald nadat zij automatisch ('van rechtswege') is verbeurd (art. 5:33 Awb). Als de dwangsom een jaar na de beschikking van de 'last onder dwangsom' nog steeds niet is verbeurd, kan de overtreder het bestuursorgaan verzoeken de last onder dwangsom op te heffen (art. 5:34 lid 2 Awb). De verjaringstermijn van een dwangsom is één jaar na de dag waarop zij is verbeurd (art. 5:35 Awb).
Vóórdat het bestuursorgaan een gaat aanmanen tot betaling van de dwangsom, geeft het nog een beschikking af over de invordering van de dwangsom (art. 5:37 lid 1 Awb). En een belanghebbende kan ook een aanvraag doen tot een dergelijke beschikking, waarna het bestuursorgaan hierop beslist binnen vier weken (art. 5:37 lid 2 en 3 Awb).
Wanneer de beschikking tot 'last onder dwangsom' vervalt, vervalt daarmee ook een beschikking tot invordering van de dwangsom (art. 5:38 lid 1 Awb). Als de 'last onder dwangsom' is gewijzigd, kan het bestuursorgaan een nieuwe daaraan aangepaste beschikking tot invordering van de dwangsom afgeven (art. 5:38 lid 2 Awb).
Tegen zowel 'de last onder dwangsom' als tegen de beschikking tot invordering van de dwangsom staat bezwaar, beroep en hoger beroep open volgens de regels van art. 5:39 Awb.

### Bestuurlijke boeteals strafrechtelijke sanctie (titel 5.4 Awb)
Onder bestuurlijke boete wordt verstaan "de bestraffende sanctie, inhoudende een onvoorwaardelijke verplichting tot betaling van een geldsom." (art. 5:40 lid 1 Awb). De bestuurlijke boete kan door het bestuursorgaan worden opgelegd aan een overtreder, maar alleen als hem de overtreding valt te verwijten (art. 5:41 Awb). Er is dus verwijtbaarheid vereist.
Als de overtreder is overleden, wordt er ook geen bestuurlijke boete opgelegd (art. 5:42 lid 1 Awb). Dit is in overeenstemming met art. 75 van het Wetboek van Strafrecht. Ook het ne bis in idem-beginsel (art. 68 Wetboek van Strafrecht) uit het strafrecht keert hier terug: er wordt door het bestuursorgaan geen bestuurlijke boete aan de overtreder opgelegd voor een feit waarvoor eerder een bestuurlijke boete werd opgelegd. De overtreder kan dus niet twee keer voor hetzelfde feit een bestuurlijke boete krijgen.
Het bestuursorgaan mag verder geen bestuurlijke boete opleggen voor een overtreding waarvoor al een strafvervolging is ingesteld en het onderzoek ter terechtzitting al is begonnen of een strafbeschikking is uitgevaardigd (art. 5:44 lid 1 Awb). Als de overtreden gedraging ook een strafbaar feit oplevert, wordt deze aan de officier van justitie voorgelegd, tenzij met het Openbaar Ministerie is afgesproken dat hiervan kan worden afgezien of wanneer bij wettelijk voorschrift is bepaald dat hiervan kan worden afgezien (art. 5:44 lid 2 Awb).
Wanneer er overeenkomstig art. 5:53 Awb een bestuurlijke boete van meer dan € 340 kan worden opgelegd, vervalt de bevoegdheid tot het opleggen van de bestuurlijke boete vijf jaren nadat de overtreding heeft plaatsgevonden (art. 5:45 lid 1 Awb). In de overige gevallen is deze termijn drie jaren (art. 5:45 lid 2 Awb). De vervaltermijn wordt opgeschort tot onherroepelijk op een bezwaar- of beroepschrift is beslist wanneer deze is ingediend.
De wet bepaalt de maximum hoogte van de bestuurlijke boete die kan worden opgelegd (art. 5:46 lid 1 Awb). Wanneer er een klacht is ingediend bij het Gerechtshof inzake het niet vervolgen van een verdachte, kan het Gerechtshof op grond van art. 12i van het Wetboek van Strafvordering alsnog de vervolging van de verdachte bevelen. In dat geval vervalt een eventuele bestuurlijke boete die al is opgelegd wegens dit feit (art. 5:47 Awb).
Met betrekking tot de procedurele aspecten van de bestuurlijke boete is bepaald dat het bestuursorgaan en de aangewezen toezichthouder een rapport van de overtreding kunnen opstellen (art. 5:48 lid 1 Awb). Toch treedt een eventueel proces-verbaal van bijvoorbeeld de politie, als dit proces-verbaal is opgemaakt, hiervoor in de plaats (art. 5:48 lid 4 Awb). Het bestuursorgaan moet de overtreder, als hij daarom vraagt, de gegevens laten inzien en afschriften laten vervaardigen (art. 5:49 lid 1 Awb).
Als er een rapport is opgemaakt over de bestuurlijke boete, beslist het bestuursorgaan binnen dertien weken (circa drie maanden) na dagtekening van dat rapport tot oplegging van de bestuurlijke boete (art. 5:51 lid 1 Awb). Hiertoe geeft het bestuursorgaan een beschikking af, die de naam van de overtreder en het bedrag van de bestuurlijke boete vermeldt (art. 5:52 Awb).

### Intrekking van een begunstigende beschikking (vergunning)
Een andere sanctie kan zijn, dat het bestuursorgaan een eerder verleende begunstigende beschikking (vergunning) intrekt. Deze intrekking kan met terugwerkende kracht (ex tunc) plaatsvinden, maar ook vanaf het moment van intrekking de geldigheid van de vergunning ontnemen is mogelijk (ex nunc) door middel van opzegging.
Wanneer er in een wet iets is opgenomen over intrekking van vergunningen, is intrekking slechts mogelijk via die weg en die gronden. Een voorbeeld is art. 59 Woningwet inzake de intrekking van een bouwvergunning.
Wanneer de wet er echter over zwijgt, hangt het van de interpretatie van die wet en de aard van de beschikking af. De vergunning kan in zo'n geval worden ingetrokken om de volgende gronden: - de beschikking is op grond van onjuiste gegevens verleend, de juiste gegevens hadden tot een weigering van de vergunning geleid en de betrokkene kan van die onjuiste of onvolledige opgave in redelijkheid een verwijt worden gemaakt.
De intrekking van een begunstigende beschikking, zoals een vergunning, kan zowel een reparatoir als een punitief karakter hebben.

## Toezicht op het bestuur
Een hoger bestuursorgaan heeft de mogelijkheid in het besturen door een ander bestuursorgaan in te grijpen.
Dit kan zowel door middel van positief als door middel van negatief toezicht. Het positieve toezicht houdt in, dat er via een aanwijzing of een bevel een bepaald positief handelen van een ander bestuursorgaan wordt afgedwongen.
Het negatieve toezicht valt uiteen in een preventief toezicht (vooraf) en een repressief toezicht (achteraf).

### Preventief toezicht
- Goedkeuring van besluiten (art. 10:25 en volgende Awb): besluiten kunnen slechts bij of krachtens de wet aan goedkeuring worden onderworpen (art. 10:26 Awb).
- Een goedkeuring voor bepaalde tijd, onder voorwaarden en intrekking van goedkeuring zijn niet toegestaan (art. 10:29 lid 2 Awb).
- Een rechterlijke uitspraak heeft voorrang boven een goedkeuringsbesluit (art. 10:28 Awb).
- Een goedkeuringsbesluit wordt vaak gegeven in een verklaring van geen bezwaar.
- Toestemming: het hogere bestuursorgaan kan aan bepaalde besluiten van lagere bestuursorganen zijn toestemming verbinden.

### Repressief toezicht
Vernietiging (art. 10:33 en volgende Awb): spontane vernietiging is niet hetzelfde als administratief beroep (art. 1:5 lid 2 Awb). De verschillen tussen beide begrippen zijn:
- Bij administratief beroep is het hoofddoel rechtsbescherming en bij vernietiging bestuurlijk toezicht.
- Bij vernietiging is er geen initiatief van de belanghebbende nodig en bij administratief beroep wel.
- Bij administratief beroep heeft de appellant aanspraak op een beslissing en bij vernietiging niet.
- Bij administratief beroep zijn er beroepsgronden en bij vernietiging zijn er vernietigingsgronden (art. 10:35 Awb): strijd met het recht en strijd met het algemeen belang.
- De vernietiging kan alleen op grond van een wet in formele zin geschieden (art. 10:34 Awb).

Een besluit waartegen nog bezwaar of administratief beroep openstaat, kan niet worden vernietigd (art. 10:38 lid 2 Awb).
Schorsing (art. 10:43 en volgende Awb): Gedurende het onderzoek tot vernietiging kan een besluit niet worden geschorst (art. 10:43 Awb). De schorsingsduur wordt bepaald bij het schorsingsbesluit, mag niet langer zijn dan 1 jaar en kan worden opgeheven (art. 10:44 Awb).

## Bestuursprocesrecht
Op het bestuursprocesrecht is art. 6 EVRM van toepassing. Dit houdt in, dat alle burgers hierop een beroep kunnen doen (arrest Aral, HR 6-2-1987, AB 1987, 272). Hieruit vloeien een aantal eisen voor inzake ‘fair trial’:
- openbaarheid van de zitting (lid 1).
- hoor en wederhoor tijdens een mondelinge behandeling of zitting (lid 2)
- rechtspraak in twee feitelijke instanties en binnen een redelijke termijn (lid 3)
- recht hebben op een tolk als de verdachte of getuigen weten wat de gang van zaken is (lid 3a)

Bestuursorganen kunnen zowel als verweerder als in de hoedanigheid van eiser optreden.

## Gedragingen van bestuursorganen die voor bezwaar en beroep vatbaar zijn
Voor bezwaar en beroep vatbaar, zijn: besluiten (art. 8:1 Awb) (zie voor dit begrip, hiervoor). Geen beroep kan worden ingesteld tegen een algemeen verbindend voorschrift of beleidsregel (art. 8:3 Awb): Algemene maatregelen van bestuur (Amvb's), verordeningen van ministers, gemeenteraden, provinciale staten, waterschapsbesturen en andere organen.

## Beroepsgerechtigden
Mensen die bezwaar en beroep in kunnen stellen, zijn altijd belanghebbenden (art. 1:2 Awb) (zie voor dit begrip hiervoor).

## Bezwaar- en beroepstermijn
De termijn van bezwaar en beroep is in hoofdstuk 6 van de Algemene wet bestuursrecht geregeld.
De duur van de termijn bedraagt zes weken (art. 6:7 Awb).
Begin van deze termijn: de dag na de peildatum (art. 6:8 Awb) en de peildatum is de dag waarop het besluit is bekendgemaakt (art. 3:41; 3:42; 3:43 Awb), want dan treedt het besluit in werking (art. 3:40 Awb).
Wanneer er eerst goedkeuring moet zijn van een hoger bestuursorgaan, kan daartegen geen bezwaarschrift worden ingediend (art. 7:1 lid 1 sub b Awb) en gaat de beroepstermijn in op de dag van bekendmaking van het goedkeuringsbesluit. (art. 6:8 lid 3 Awb).
- Voortijdig ingediend (prematuur) bezwaar- of beroepschrift: er volgt geen ‘niet-ontvankelijkheidsverklaring’ wanneer het besluit al tot stand gekomen is of de burger redelijkerwijs kon verwachten dat het besluit tot stand zou komen (art. 6:10 Awb).
- Te laat ingediend bezwaar- of beroepschrift: niet-ontvankelijkheid, tenzij er sprake is van een verschoonbare termijnoverschrijding (art. 6:11 Awb), bijvoorbeeld wegens een plotseling optredende ziekte waardoor men niet in staat is om zijn belangen door een ander te laten behartigen (de drempel voor verschoonbaarheid is heel hoog, het komt weinig voor dat hiervan sprake is).

Bij bezwaar of beroep tegen een niet tijdig genomen besluit door het bestuursorgaan (fictieve weigering) geldt er geen termijn (art. 6:12 Awb). De fictieve weigering is voor het bezwaar en beroep met een ‘gewoon besluit’ gelijkgesteld (art. 6:2 sub b Awb).
Het bestuursorgaan dat ten onrechte een bezwaar- of beroepschrift ontvangt heeft een doorzendplicht om het aan het juiste bestuursorgaan/rechterlijke instantie te laten bezorgen (art. 6:15 lid 1 Awb).
Het gevolg van het indienen van een bezwaar- of beroepschrift is, dat de benaderde instantie een beslissing of uitspraak moet gaan voorbereiden. Een uitzondering hierop is, dat het bezwaarschrift wordt ingetrokken (art. 6:21 Awb). Vóór het horen van de belanghebbenden kan dit schriftelijk en alleen tijdens het horen kan dit mondeling.
Tijdens het bezwaar of beroep wordt de werking van het bestreden besluit niet geschorst (dus nog een tijdje in stand) (art. 6:16 Awb). Dit geldt ook in hoger beroep (art. 6:24 lid 1 Awb).
- Het bestuursorgaan mag tijdens de bezwaar- of beroepsprocedure een nieuw besluit nemen om tegemoet te komen aan degene die bezwaar of beroep heeft ingesteld (art. 6:18 lid 1 Awb) en moet dit onmiddellijk melden aan de beoordelende instantie (lid 2).

Dit nieuwe besluit mag niet met het oude, bestreden besluit overeenstemmen (lid 3), tenzij er sprake is van gewijzigde omstandigheden die dit wel rechtvaardigen (sub a) of het bestuursorgaan daar los van het bezwaar of beroep ook toe bevoegd zou zijn (sub b).
Het bezwaar- of beroepschrift tegen het oude besluit is ook gericht tegen het nieuw genomen besluit, tenzij deze helemaal aan het bezwaar of beroep tegemoet is gekomen (art. 6:19 lid 1 Awb).

## Bezwaarschriftprocedure
Het orgaan dat het besluit heeft genomen beslist ook op het bezwaarschrift.

## Administratief beroep
Een ander bestuursorgaan is de beoordelende instantie. Dit komt weinig meer voor. Voorheen was een bekend voorbeeld de bouwvergunning, waarbij er beroep tegen een weigering van B&W mogelijk was op de gemeenteraad. Zo kon de gemeenteraad tegen de zin van B&W een bouwvergunning alsnog verlenen. Hiervan maakten burgers nogal eens gebruik en kregen soms om politieke redenen hun zin in plaats van op grond van bestuursrechtelijk correcte overwegingen, getuige het feit dat diverse van dit soort raadsbesluiten door de Kroon werden vernietigd (verreweg de meeste vernietigings -KB's gingen over bouwvergunningen). Vandaar dat althans déze mogelijkheid van administratief beroep uit de Woningwet is geschrapt.
- Fasen:
  1. Indiening beroepschrift (art. 6:4 lid 2 en 6:5 Awb).
  2. De belanghebbenden worden in de gelegenheid gesteld te worden gehoord (art. 7:16 lid 1 Awb).
  3. Beslistermijn (art. 7:24 Awb): - de beslistermijn is 16 weken als het beroepsorgaan tot een andere rechtspersoon behoort.
- De beslistermijn is zes weken als het beroepsorgaan tot dezelfde rechtspersoon behoort.

De beslissing in administratief beroep kan inhouden: niet-ontvankelijkheid van het beroep, ongegrondverklaring van het beroep, gehele of gedeeltelijke gegrondverklaring van het beroep of vernietiging van een oude beslissing + nieuwe beslissing in plaats daarvan (art. 7:25 Awb).

## Rechtstreeks beroep bij de bestuursrechter (prorogatie)
In de Awb bestaat een mogelijkheid tot prorogatie. In dit geval zal de belanghebbende in het bezwaarschrift aan het betreffende bestuursorgaan verzoeken om de bezwaarprocedure over te slaan en direct beroep aantekenen bij de bestuursrechter op grond van art. 7:1a van de Algemene wet bestuursrecht. Het verzoek tot rechtstreeks beroep wordt in ieder geval afgewezen als het een bezwaarschrift wegens fictieve weigering (het niet tijdig nemen van een besluit) betreft (art. 7:1a lid 2 sub a Awb) of wanneer tegen hetzelfde besluit een ander bezwaarschrift is ingediend zonder dat dit bezwaarschrift 'kennelijk niet-ontvankelijk' is (art. 7:1a lid 2 sub b Awb).
Het bestuursorgaan beslist zo spoedig mogelijk op het verzoek tot rechtstreeks beroep bij de bestuursrechter (art. 7:1a lid 4 Awb) en bij instemming met dit verzoek zendt het bestuursorgaan het bezwaarschrift meteen door aan de bestuursrechter.
De bestuursrechter verwijst echter terug naar het betreffende bestuursorgaan als deze van oordeel is dat er ten onrechte rechtstreeks beroep bij hem is ingediend (art. 8:54a van de Algemene wet bestuursrecht). Het bestuursorgaan behandelt dan het oorspronkelijke beroepschrift weer als een bezwaarschrift (art. 8:54a lid 2 Awb). De beslistermijn is dan hetzelfde zoals in art. 7:10 Awb: namelijk zes weken en als er een bezwaarcommissie is benoemd, tien weken na ontvangst van het bezwaarschrift (art. 8:54a lid 2 Awb).
De prorogatie in het bestuursrecht is ingevoerd met de Wet rechtstreeks beroep die op 1 september 2004 in werking trad.
Sinds 1994 mag onder art 8:69 Wab de rechter alleen toetsen op de rechtmatigheid van een besluit niet op de inhoud. Voor de Burger kan dit vervelende gevolgen hebben, zoals het zich niet gehoord voelen. Zie https://openaccess.leidenuniv.nl/handle/1887/11859 sectie 12.

## Rechtbank,sector bestuursrecht
Aan een proces bij de bestuursrechter gaat een bestuursrechtelijke voorprocedure vooraf (bezwaar of administratief beroep).
In principe worden bestuursrechtelijke zaken door een enkelvoudige kamer behandeld (art. 8:10 lid 1 Awb), tenzij de zaak hiervoor ongeschikt is. In dat geval vindt verwijzing naar een meervoudige kamer plaats (art. 8:10 lid 2 Awb). Andersom kan ook (art. 8:10 lid 3 Awb).
- Relatieve competentie bestuursrechter: de rechter die bij de zetel van de gemeente, provincie, waterschap of politieregio hoort, waar tegen bezwaar was ingesteld (voorafgaande aan de procedure bij de bestuursrechter) (art. 8:7 Awb).

De als eerste benaderde rechtbank gaat voor als bevoegde rechtbank (art. 8:8 Awb). Bij geschillen tussen rechtbanken over de relatieve competentie is de hogere beroepsrechter (voor bestuurszaken) bevoegd. Dit is de Afdeling Bestuursrechtspraak Raad van State of de Centrale Raad van Beroep (hierover later meer) (art. 8:9 Awb).
- Fasen: 1. Indiening beroepschrift (art. 6:4 lid 3; 6:5; 8:1 Awb). Het griffierecht wordt geheven van de indieners van het beroepschrift (art. 8:41 lid 1 Awb).

Er is gewoon procesvertegenwoordiging mogelijk voor onbekwame personen, zoals minderjarigen en onder curatele gestelden door respectievelijk hun wettelijk vertegenwoordigers en hun curator (art. 8:21 lid 1 en 8:22 Awb).
2. a. De bestuursrechter kan eventueel voorafgaande beslissingen nemen, zoals “verwijzing naar een andere rechtbank, waar al een zaak in behandeling is die nauw verwant is met deze zaak” (art. 8:13 Awb), voeging en splitsing waarbij zaken over hetzelfde onderwerp worden gevoegd bij dezelfde rechtbank en splitsing bij het omgekeerde geval (art. 8:14 Awb).
b. Beslissing tot een bijzondere procedure: versnelde behandeling of vereenvoudigde behandeling. Versnelde behandeling vindt plaats bij spoedeisendheid en in het belang van het onderzoek (art. 8:52 Awb).
Vereenvoudigde behandeling kan - alleen als partijen niet zijn uitgenodigd of opgeroepen - plaatsvinden, als een onderzoek ter zitting niet nodig is (art. 8:54 Awb), in de gevallen dat de rechtbank kennelijk onbevoegd is, het beroep kennelijk niet-ontvankelijk is, het beroep kennelijk ongegrond is of het beroep kennelijk gegrond is.
Het onderzoek ter zitting vindt in dat geval niet plaats. Tegen de uitspraak na vereenvoudigde behandeling kan de belanghebbende of het bestuursorgaan verzet instellen bij de rechtbank (art. 8:55 lid 1 Awb).
3. Wisseling van stukken (art. 6:14 lid 2 Awb): - verweerschrift moet binnen vier weken na de dag van verzending van het beroepschrift worden verzonden (art. 8:42 lid 1 Awb). In de praktijk houden veel bestuursorganen zich niet aan deze termijn.
- dossier bestuursorgaan wordt ingediend (art. 8:42 lid 1 Awb)
- er is derdeninbreng mogelijk (art. 8:43 lid 2 Awb)
- mogelijkheid tot repliek en dupliek (verweer van de eiser op het verweerschrift en verweer op het repliek) (art. 8:43 lid 1 Awb).

4. Eigen onderzoek door de bestuursrechter: - comparitie (verschijning van partijen) (art. 8:44 Awb)
- Verzoek om inlichtingen (art. 8:45 Awb)
- Oproeping van getuigen (art. 8:46 Awb), deskundigen (art. 8:47 Awb)
- Onderzoek ter plaatse (art. 8:50 Awb)
5. De partijen worden ten minste drie weken voor de zittingsdatum uitgenodigd door de rechtbank (art. 8:56 lid 1 Awb)
6. De partijen kunnen tot tien dagen vóór de zitting nadere stukken indienen (art. 8:58 lid 1 Awb).
- De bestuursrechter kan besluiten, dat het onderzoek ter zitting achterwege blijft indien alle partijen daarvoor hun toestemming hebben gegeven (art. 8:57 Awb).

7. Onderzoek ter zitting: - De zitting is in beginsel openbaar (art. 8:62 lid 1 Awb; art. 121 Grondwet; art. 6 EVRM).
- De griffier maakt aantekeningen in de vorm van een proces-verbaal van de zitting (art. 8:61 lid 1 + 3 Awb).
- De rechtbank kan bepalen dat het onderzoek ter zitting wordt geschorst en dat het vooronderzoek wordt hervat (art. 8:64 lid 1 Awb).
- De partijen kunnen het laatste woord voeren (art. 8:65 lid 2 Awb)
- De bestuursrechter sluit het onderzoek ter zitting wanneer zij van oordeel is, dat het is voltooid (art. 8:65 lid 1 Awb). Daarna deelt de bestuursrechter de datum mee van de uitspraak (art. 8:65 lid 3 Awb).
8. Beraadslaging in de raadkamer: dit geeft soms nog aanleiding tot heropening van de zaak (art. 8:68 Awb).
9. Uitspraak: - de beslistermijn voor de schriftelijke uitspraak bedraagt in beginsel zes weken na het sluiten van de zitting (art. 8:66 lid 1 Awb) en de mondelinge uitspraak kan meteen na het sluiten van de zitting.
- De rechter doet uitspraak over het ingestelde beroep (art. 8:70 Awb).
- Mogelijke uitspraken: - gegrondverklaring van het beroep (art. 8:72 lid 1 Awb) à gehele of gedeeltelijke vernietiging van het bestreden besluit.

> Bijzondere uitspraken: - het geheel of gedeeltelijk in stand blijven van de gevolgen van een vernietigd besluit (art. 8:72 lid 3 Awb).
- Het stellen van een termijn voor het nemen van een nieuw besluit of het verrichten van een andere handeling (art. 8:72 lid 4 Awb).
- Het stellen van een uitspraak in plaats van het vernietigde besluit (zelf in de zaak voorzien) (art. 8:72 lid 4 Awb). De rechter gaat dan op de stoel van het bestuursorgaan zitten, hetgeen naar zijn aard alleen mag als er rechtens maar één mogelijk gevolg is na gegrondverklaring van het beroep en vernietiging van het besluit.
- Het opleggen van een dwangsom aan het bestuursorgaan (art. 8:72 lid 7 Awb).
- Veroordeling tot schadevergoeding(art. 8:73 Awb).
- Vergoeding van griffierecht door de verliezende partij (art. 8:74 Awb).
- Veroordeling in de proceskosten (kosten die zijn gemaakt in verband met de behandeling van het beroep bij de rechtbank) (art. 8:75 en 8:75a Awb) die de verliezende partij moet betalen.

## Voorlopige voorziening
De voorlopige voorziening (art. 8:81 Awb) komt tegemoet aan het feit, dat tijdens het instellen van het bezwaar- of beroepschrift de werking van het besluit niet geschorst wordt. Met een voorlopige voorziening (een bestuursrechtelijk kort geding) kan dit gebrek (relatief) snel maar tijdelijk worden verholpen.

### Eigenschappen
- Er moet sprake zijn van een zogenaamd connexiteitsvereiste dat inhoudt, dat het verzoek niet los van een bodemprocedure ''hoofdzaak' is te voeren.
- Er staat geen hoger beroep open tegen een voorlopige voorziening. Er is slechts intrekking of wijziging ervan mogelijk bij de voorzieningenrechter van de bestuursrechter zelf.
- Toegangsvereisten:
  1. Absolute en relatieve competentie van de benaderde voorzieningenrechter.
  2. Het primaire bezwaar en beroep is ontvankelijk
  3. Persoon van de verzoeker tot voorlopige voorziening: appellant, verweerder of derde belanghebbende
  4. voorafgaand of uiterlijk gelijktijdig wordt er een bezwaar of beroepschrift ingediend.
  5. Het griffierecht is even hoog als een procedure in hoofdzaak (bodemprocedure) (art. 8:82 Awb).
  6. Er moet sprake zijn van een spoedeisend belang en hierbij vindt een belangenafweging plaats.
- De voorlopige voorziening is een tijdelijke maatregel en de voorzieningenrechter kan de termijn ervan bepalen (art. 8:85 lid 1 Awb).

Verder eindigt de voorlopige voorziening, wanneer de beroepstermijn is verstreken (art. 8:85 lid 2 sub a Awb), het bezwaar of beroep is ingetrokken (art. 8:85 lid 2 sub b Awb) en wanneer de rechtbank uitspraak heeft gedaan in het bodemgeschil (art. 8:85 lid 2 Awb).
- Onmiddellijke uitspraak in de hoofdzaak (kortsluiting) (art. 8:86 Awb): Als de voorzieningenrechter na de zitting (art. 8:83 lid 1 Awb) van oordeel is, dat nader onderzoek redelijkerwijs niet kan bijdragen aan de beoordeling van de zaak, kan hij de zaak meteen afdoen (art. 8:86 lid 1 Awb).

Behalve door de Voorzieningenrechter van de rechtbanken kan een voorlopige voorziening ook worden getroffen door de Voorzieningenrechter van een van de drie hoger beroepscolleges, indien gelijktijdig bij dat college een regulier (hoger) beroep (zie hierna),
ook wel 'bodemzaak' genoemd, aanhangig is.
Ook kan de bestuursrechter op eigen initiatief tijdens (hoger) beroep een voorlopige voorziening treffen.
Een eerder getroffen voorlopige voorziening kan op verzoek van belanghebbenden ook weer worden opgeheven.

## Hoger beroep
Ter beoordeling staat de uitspraak van de rechtbank. De instantie bekijkt, buiten enkele punten die ambtshalve bekeken worden, de aangevoerde gronden van de appellanten. Gronden tegen de uitspraak die niet reeds in beroep bij de rechtbank zijn voorgedragen, worden niet behandeld 'grondentrechter'.
- A. Hoger beroep bij de Afdeling bestuursrechtspraak van de Raad van State in Den Haag (art. 20 Wet op de Raad van State): De Afdeling bestuursrechtspraak bestaat uit staatsraden en staatsraden in buitengewone dienst (art. 27 lid 1). Zij komen voort uit de politiek, wetenschap en (gewone) rechterlijke macht. Ook werken er enkele honderden juristen 'Ambtenaar van Staat', die de zaken voor de staatsraden 'voorkauwen'. Zowel in eerste aanleg als in hoger beroep wordt uitspraak gedaan door de Afdeling bestuursrechtspraak, meestal in meervoudige kamers, tenzij de Afdeling een zaak naar een enkelvoudige kamer of een grote kamer (bestaan de uit 5 bestuursrechters) verwijst. Dat gebeurt bijvoorbeeld als een zaak, juridisch gezien, als een zeer eenvoudige of juist een ingewikkelde zaak wordt beschouwd (art. 36 lid 2 en 39 lid 2 wet RvS). Er kan geen hoger beroep bij de Afdeling bestuursrechtspraak worden ingesteld, als dit kan bij de Centrale Raad van Beroep (B.) of het College van Beroep voor het bedrijfsleven (C.). (art. 37 lid 1). De Afdeling krijgt van juridisch deskundigen de laatste tijd kritiek vanwege de soms apodictische uitspraken, dat wil zeggen deze kritici menen dat de Afdeling niet altijd (voldoende) aan het motiveringsvereiste bij uitspraken voldoet. Ook werd wel de kritiek gehoord dat de rechtsprekende taak van de Afdeling ten onrechte niet bij de (gewone) rechterlijke macht is ingedeeld, maar feitelijk bij een orgaan van de staat zelf, en aldus de schijn van een dubbelepettenproblematiek zou kunnen oproepen. Daar staat tegenover dat dit feit mogelijk de Afdeling zich extra bewust doet zijn van de opdracht onpartijdig recht te spreken, m.n. in verhouding tot bestuursorganen die behoren tot de Rijksoverheid. Sinds 4 april 2019 is ook een trend te zien dat de Afdeling meer dan in het verleden zaken buiten zitting afdoet en wordt op wel gehouden zittingen (nog) strikter te hand gehouden aan het beleid dat hetgeen reeds in de beroepsgronden naar voren is gebracht, niet nogmaals mondeling ter zitting kan worden herhaald. De voorzitter ziet hier streng op toe. De juristen hebben alle stukken en bijlagen van a tot z gelezen, ook als dit honderden bladzijden betreft, waardoor ter zitting niets hoeft te worden herhaald.
- B. Hoger beroep bij de Centrale Raad van Beroep in Utrecht (art. 18 Beroepswet): het gaat hier om sociale zekerheidszaken en over zaken rondom de rechtspositie van ambtenaren. Er kan door de Centrale Raad van Beroep zowel in beroep als in hoger beroep uitspraak worden gedaan en het is in meervoudige kamers, tenzij de Raad het beroep verwijst naar een enkelvoudige kamer (art. 17 lid 2 en 21 lid 2/3 Beroepswet). Hoger beroep bij de Centrale Raad van Beroep is alleen mogelijk inzake wetten die zijn opgenomen in de bijlage bij de Beroepswet (art. 18 lid 1 sub b Beroepswet). Dit zijn o.a. de Werkloosheidswet (W.W.), WAO/WIA en Ziektewet. Sommige deskundigen menen dat de Raad van de drie hoger-beroep instanties de hoogste eisen qua integriteit aan zowel de instantie als de raadsheren stelt.
- C. Hoger beroep bij het College van Beroep voor het bedrijfsleven (CBb) (art. 20 Wet bestuursrechtspraak bedrijfsorganisatie: b.r.b.). Het C.B.B. doet in eerste instantie en in hoger beroep uitspraak over bedrijfseconomische zaken. Over besluiten van bedrijfslichamen en de Sociaal-economische Raad (SER), doet het C.B.B. zowel uitspraak in eerste aanleg als in hoger beroep (art. 18 lid 1 wet b.r.b.). Alleen hoger beroep bij het C.B.B. is mogelijk bij besluiten op grond van wetten die genoemd staan in de bijlage bij de wet b.r.b., zoals de Telecommunicatiewet, de Tabakswet en de Mededingingswet (art. 20 lid 1 wet b.r.b.).
- Toegangsvereisten:
  - er is een uitspraak van een bestuursrechter in eerste aanleg
  - alleen belanghebbenden kunnen hoger beroep instellen
  - de termijn voor het instellen van hoger beroep bedraagt zes weken (art. 6:7 Awb en art. 6:24 lid 1 Awb).
- Procedure: dezelfde procedurevoorschriften als bij de bestuursrechter in eerste aanleg gelden hier.
- Fasen:
  1. Indiening beroepschrift (art. 6:4 lid 3; 6:5; 8:1 Awb). Het griffierecht wordt geheven van de indieners van het beroepschrift (art. 8:41 lid 1 Awb). Er is gewoon procesvertegenwoordiging mogelijk voor onbekwame personen, zoals minderjarigen en onder curatele gestelden door respectievelijk hun wettelijk vertegenwoordigers en hun curator (art. 8:21 lid 1 en 8:22 Awb).
  2. a. De bestuursrechter kan eventueel voorafgaande beslissingen nemen, zoals “verwijzing naar een andere rechtbank, waar al een zaak in behandeling is die nauw verwant is met deze zaak” (art. 8:13 Awb), voeging en splitsing waarbij zaken over hetzelfde onderwerp worden gevoegd bij dezelfde rechtbank en splitsing bij het omgekeerde geval (art. 8:14 Awb).
  3. b. Beslissing tot een bijzondere procedure: versnelde behandeling of vereenvoudigde behandeling. Versnelde behandeling vindt plaats bij spoedeisendheid en in het belang van het onderzoek (art. 8:52 Awb). Vereenvoudigde behandeling kan plaatsvinden, als een onderzoek ter zitting niet nodig is (art. 8:54 Awb), in de gevallen dat de rechtbank kennelijk onbevoegd is, het beroep kennelijk niet-ontvankelijk is, het beroep kennelijk ongegrond is of het beroep kennelijk gegrond is. Het onderzoek ter zitting vindt in dat geval niet plaats. Tegen de uitspraak na vereenvoudigde behandeling kan de belanghebbende of het bestuursorgaan verzet instellen bij de rechtbank (art. 8:55 lid 1 Awb).
  4. Wisseling van stukken (art. 6:14 lid 2 Awb): - verweerschrift moet binnen vier weken na de dag van verzending van het beroepschrift worden verzonden (art. 8:42 lid 1 Awb).
    - dossier bestuursorgaan wordt ingediend (art. 8:42 lid 1 Awb)
    - er is derdeninbreng mogelijk (art. 8:43 lid 2 Awb)
    - mogelijkheid tot repliek en dupliek (verweer van de eiser op het verweerschrift en verweer op het repliek) (art. 8:43 lid 1 Awb).

  5. Eigen onderzoek door de bestuursrechter: - comparitie (verschijning van partijen) (art. 8:44 Awb)
    - Verzoek om inlichtingen (art. 8:45 Awb)
    - Oproeping van getuigen (art. 8:46 Awb), deskundigen (art. 8:47 Awb)
    - Onderzoek ter plaatse (art. 8:50 Awb)

  6. De partijen worden ten minste drie weken voor de zittingsdatum uitgenodigd door de rechtbank (art. 8:56 lid 1 Awb)
  7. De partijen kunnen tot tien dagen vóór de zitting nadere stukken indienen (art. 8:58 lid 1 Awb).
    - De bestuursrechter kan besluiten, dat het onderzoek ter zitting achterwege blijft indien alle partijen daarvoor hun toestemming hebben gegeven (art. 8:57 Awb).

  8. Onderzoek ter zitting: - De zitting is in beginsel openbaar (art. 8:62 lid 1 Awb; art. 121 Grondwet; art. 6 EVRM).
    - De griffier maakt aantekeningen in de vorm van een proces-verbaal van de zitting (art. 8:61 lid 1 + 3 Awb).
    - De rechtbank kan bepalen dat het onderzoek ter zitting wordt geschorst en dat het vooronderzoek wordt hervat (art. 8:64 lid 1 Awb).
    - De partijen kunnen het laatste woord voeren (art. 8:65 lid 2 Awb)
    - De bestuursrechter sluit het onderzoek ter zitting wanneer zij van oordeel is, dat het is voltooid (art. 8:65 lid 1 Awb). Daarna deelt de bestuursrechter de datum mee van de uitspraak (art. 8:65 lid 3 Awb).

  9. Beraadslaging in de raadkamer: dit geeft soms nog aanleiding tot heropening van de zaak (art. 8:68 Awb).
  10. Uitspraak: - de beslistermijn voor de schriftelijke uitspraak bedraagt zes weken na het sluiten van de zitting (art. 8:66 lid 1 Awb) en de mondelinge uitspraak kan meteen na het sluiten van de zitting.
    - De rechter doet uitspraak over het ingestelde beroep (art. 8:70 Awb).
    - Mogelijke uitspraken: - gegrondverklaring van het beroep (art. 8:72 lid 1 Awb) à het hoger beroepsorgaan bevestigt de uitspraak van de lagere bestuursrechter met overneming van gronden of met verbetering van gronden. Daarentegen is er een gehele of gedeeltelijke vernietiging van de uitspraak van de lagere bestuursrechter mogelijk.
    - Bijzondere uitspraken:
      - het geheel of gedeeltelijk in stand blijven van de gevolgen van een vernietigd besluit (art. 8:72 lid 3 Awb).
      - Het stellen van een termijn voor het nemen van een nieuw besluit of het verrichten van een andere handeling (art. 8:72 lid 4 Awb).
      - Het stellen van een uitspraak in plaats van het vernietigde besluit (zelf in de zaak voorzien) (art. 8:72 lid 4 Awb). De rechter mag echter niet op de stoel van het bestuursorgaan zitten. Zij mag slechts zelf in de zaak voorzien als er nog maar één beslissing mogelijk is.
      - Het opleggen van een dwangsom aan het bestuursorgaan (art. 8:72 lid 7 Awb).
      - Veroordeling tot schadevergoeding zoals het “zelfstandig schadebesluit” in de zaak Van Vlodrop (art. 8:73 Awb).
      - Vergoeding van griffierecht door de verliezende partij (art. 8:74 Awb).
      - Veroordeling in de proceskosten (kosten die zijn gemaakt in verband met de behandeling van het beroep bij de rechtbank) (art. 8:75 en 8:75a Awb) die de verliezende partij moet betalen.
      - Het instellen van hoger beroep heeft geen schorsende werking (art. 6:16 Awb en art. 6:24 Awb).

## Cassatie
Cassatie bij de Hoge Raad is alleen mogelijk bij belastingzaken na: een bezwaarschrift bij de Belastingdienst en beroepschrift bij de belastingkamer van het Gerechtshof.
De termijn voor het instellen van cassatieberoep bedraagt zes weken na de uitspraak van de belastingkamer van het Gerechtshof.
Een en ander is geregeld in de Algemene wet inzake rijksbelastingen (art. 28 en volgende).

## Buitengewone rechtsmiddelen
- Herziening (art. 8:119 Awb): wanneer alle 'gewone' rechtsmiddelen zijn uitgeput (geen hoger beroep etc. meer mogelijk), kan de rechtbank (óf de hoger beroepsinstantie) op verzoek een onherroepelijk geworden uitspraak herzien.

Dit kan op basis van feiten en omstandigheden die vóór de uitspraak hebben plaatsgevonden, die ten tijde van de uitspraak onbekend waren, redelijkerwijs niet bekend konden zijn, en dan nog alleen wanneer deze feiten of omstandigheden tot een andersluidende uitspraak hadden kunnen leiden, als deze op dat tijdstip aan de betreffende rechtsinstantie wél bekend waren geweest. De praktijk laat zien dat een verzoek om herziening zeer zelden slaagt, gezien voormelde eisen.
- Vervallenverklaring: (Kennelijke) fouten in uitspraken kan de bestuursrechter vervallen verklaren. Dit betreft echter een handeling zonder grondslag in de Awb. Daarnaast kan het voorkomen dat een kennelijke verschrijving in een uitspraak de betreffende rechtsinstantie reden geeft een verbeterde uitspraak te doen. Als het goed is wordt daarbij het niet juiste gedeelte van de uitspraak ingetrokken.

## De toegang tot de burgerlijke rechter (civiele procedure)
De burgerlijke (civiele) rechter behandelt puur civielrechtelijke geschillen tussen burgers onderling (art. 112 lid 1 Grondwet) en heeft een aanvullende rol ten aanzien van rechtsverhoudingen met en tussen overheden.
Deze aanvullende rol heeft de burgerlijke rechter dus op de bestuursrechter zoals hiervoor genoemd.
De burgerlijke rechter is bevoegd in gevallen waarin alleen bezwaar of administratief beroep openstaat en deze bestuurlijke voorprocedure is doorlopen (art. 8:4 Awb). Als er echter wel beroep op de bestuursrechter openstaat, is de burgerlijke rechter niet-ontvankelijk (arrest Changoe uit 1992).
Wanneer een bestuursrechtelijke voorziening niet wordt benut, gaat de burgerlijke rechter uit van de rechtsgeldigheid/onherroepelijkheid van het besluit of de uitspraak (arrest Heesch/Van den Akker uit 1986). Dit is het beginsel van de “formele rechtskracht”: het besluit of de uitspraak is dan “rechtens onaantastbaar” geworden.
Het beginsel van de formele rechtskracht ziet alleen op het besluit zelf en niet op toezeggingen, mededelingen of voorbereidende handelingen (arrest Staat/Bolsius uit 1990).
- Bijzondere regels gelden er bij het zelfstandig (zuiver) schadebesluit. Dit is een besluit van een bestuursorgaan inzake toekenning van schadevergoeding. Ook het besluit tot weigering van schadevergoeding is een zuiver schadebesluit (arrest Van Vlodrop uit 1997).

In het arrest van de Hoge Raad, genaamd Groningen/Raatgever uit 1999, zijn hierover een aantal rechtsregels geformuleerd en ze komen in het kort hierop neer:
Tegen een zelfstandig schadebesluit kan men zowel een vordering instellen bij de bestuursrechter als bij de burgerlijke rechter. Hier geldt een alternatief systeem: men heeft dus de keuze tussen de bestuursrechter en de burgerlijke rechter. Dit geldt alleen als er een onherroepelijk bestuursrechtelijk oordeel is, dat het bestuursorgaan aansprakelijk is voor de schade.
Als men de weg van de bestuursrechtspraak heeft gevolgd en dit beroep is verworpen, dan is men nadien niet-ontvankelijk bij de burgerlijke rechter (kan men dus niet meer bij de burgerlijke rechter terecht).
Men kan bij een zuiver schadebesluit nog naar de burgerlijke rechter, zolang de bestuursrechter nog geen uitspraak heeft gedaan (dus wel na indiening van een beroepschrift, maar vóór de uitspraak).
Deze regels uit het arrest Groningen/Raatgever gelden ook voor het ambtenarenrecht (arrest Staat/Zevenbergen, ook wel ambtenarenwet III uit 2002).
Een onzelfstandig (onzuiver) schadebesluit houdt in, dat iemand schade heeft geleden door een besluit van een bestuursorgaan: het besluit is dus de oorzaak van de schade.

## Klachtvoorzieningen
Het klachtrecht is geregeld in hoofdstuk 9 van de Algemene wet bestuursrecht.
We maken onderscheid tussen het interne klachtrecht (bij het bestuursorgaan zelf, waarover wordt geklaagd) en het externe klachtrecht: bij een andere instantie dan het betreffende bestuursorgaan, de Nationale Ombudsman en gemeentelijke ombudslieden. Klachtrecht gaat niet over besluiten maar over gedragingen (bejegening van de burger) door het bestuursorgaan of door iemand van zijn personeel (ambtenaar). Vaak worden deze klachten verward met bezwaar en ook wel met klachten over zaken die niet goed zijn in de openbare ruimte, bv. de bekende losliggende tegel. Dit soort klachten zijn echter niet wettelijk geregeld.